# Древнеберингоморская культура

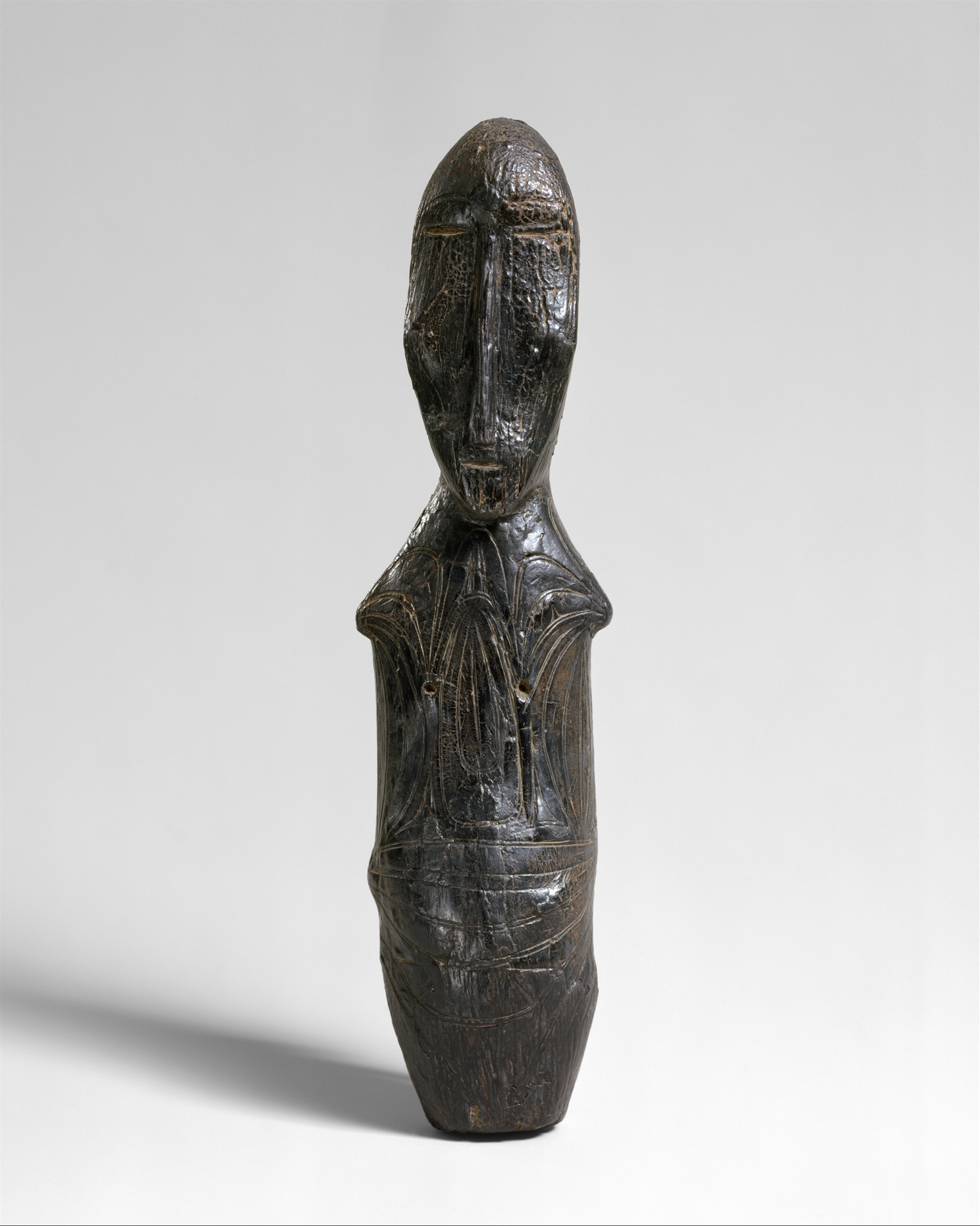

Древнеберингоморская культура (на Аляске и острове Св. Лаврентия «оквикская культура» англ. Okvik culture) — палеоэскимосская или собственно эскимосская (статус дискуссионен) культура, существовавшая с III века до н. э. до VII—VIII веков н. э. на побережье и островах Берингова моря и Берингова пролива и прилегающих арктических берегах.

## История
Исследовалась раскопками советских и американских учёных начиная с 1926 года и до 1960-х годов. Отметивший близость криволинейного древнеберингоморского орнамента к амурскому С. И. Руденко, предположил возможность южных истоков древнеберингоморской культуры или связей.
Для древнеберингоморской культуры характерны многокамерные полуподземные дома с каркасом из китовых костей (иногда из плавника) с коридоробразными входами, шлифованные сланцевые орудия; поворотные наконечники гарпунов из моржового клыка (редко из оленьего рога), керамика с линейным и спиральным штампом, глиняные лампы. Яркий орнамент на изделиях из клыка моржа и полиэйконическая зооморфная пластика из клыка моржа являются фирменным знаком яркой древнеберингоморской (оквикской) культуры Берингова пролива. Совершенный гарпунный комплекс позволял добывать кита, моржа, нерпу. Охотились на оленей и птиц. Использовали собачьи упряжки для передвижения по суше, льду и вдоль кромки прибоя. Плавательные средства: лодки открытого типа (умиаки или байдары) и закрытого типа (каяки). Использовали непромокаемую одежду из кишок моржа (уккэнчин). Широко известны «крылатые предметы»: балансиры для гарпунов, часто украшенные совершенным орнаментом и с элементами полиэйконии. Жили первобытно-общинным строем. Основной ячейкой была большая семья. Появляется домашнее рабство. Институт вождества.
Прямого продолжения развитие культуры не получило. На смену приходит культура бирнирк (англ.). На арктическом побережье Аляски параллельно существует культура ипиутак.